# Citosol
El citosol, també anomenat hialoplasma, és el medi aquós del citoplasma en què es troben immersos els orgànuls cel·lulars.

## Composició química
- 70% d'aigua
- 20% de proteïnes
- 10% de RNA, sucres, nucleòtids, aminoàcids, metabolits i ions.

## Funcions que s'hi desenvolupen

### Emmagatzematge de
- Gotes lipídiques
- Grànuls de glucogen

### Síntesi i modificació de proteïnes
El citosol és el lloc d'inici de la síntesi de les proteïnes en poliribosomes (compostos per ribosomes 80S)
Els principals destins de les proteïnes sintetitzades són:
- El mateix citosol
- El nucli
- Els mitocondris
- Els peroxisomes

#### Plegament de proteïnes
Al citosol també s'hi realitza el plegament de les proteïnes, que ve marcat per la seqüència d'aminoàcids d'aquestes. Col·laboren en aquest plegament les xaperones citosòliques hsp 70 i hsp 60.

#### Modificacions reversibles
Modificacions covalents reversibles que es produeixen a les proteïnes i en regulen l'activitat:
- Fosforilació reversible
- Metilació reversible
- Acetilació reversible

Cada una d'aquestes modificacions suposa canvis de la càrrega d'una cadena lateral d'un aminoàcid. La modificació més freqüent consisteix en la fosforilació d'un grup OH d'un residu de serina, treonina o lisina d'una proteïna; s'ha estimat que un percentatge elevat de les proteïnes citosòliques d'una cèl·lula animal són modificades d'aquesta manera.

#### Modificacions permanents
- Ancoratge de proteïnes superficials de membrana en la cara citosòlica.
- Enllaç de proteïnes transmembranals a àcids grassos.
- O-glucosilacions: molt poc freqüents. L'única forma de glicosilació coneguda que es produeix al citosol de les cèl·lules de mamífer és la unió de N-acetilglucosamina a residus de serina (o de treonina) d'una proteïna. Mitjançant aquest sistema es modifiquen moltes proteïnes reguladores de l'expressió gènica i moltes proteïnes de porus nuclears; la funció d'aquestes modificacions no és coneguda. Al reticle endoplasmàtic i a l'aparell de Golgi s'esdevenen glicosilacions molt més complexes.

### Degradació regulada de proteïnes
Les proteïnes mal plegades, velles o que simplement ja no són necessàries per a la cèl·lula són degradades en un procés pel qual és necessària una proteïna anomenada ubiquitina.